# Diadegma filicorne
Diadegma filicorne là một loài tò vò trong họ Ichneumonidae.